# Dementia praecox
Dementia praecox (otępienie wczesne) – termin wprowadzony do medycyny przez Arnolda Picka i spopularyzowany przez Emila Kraepelina, nazwa schorzenia psychicznego, polegającego na wycofaniu się ze wszystkich sfer działalności „zewnętrznej” i zatopieniu się w świecie wewnętrznym.
Jest to pojęcie historyczne, obecnie nieużywane. Zapewne pod pojęciem dementia praecox ukrywało się wiele różnych jednostek chorobowych: zaburzenia spektrum autyzmu, schizofrenia w swoich wielu odmianach, pewne odmiany psychotycznej depresji, a nawet niedoczynność tarczycy.